# Bostryche typographe
Ips typographus
Pour l’article homonyme, voir typographe.
Espèce
Le Bostryche typographe (Ips typographus) est une espèce d'Insectes coléoptères de la famille des Curculionidae, de la sous-famille des Scolytinae, originaire d'Eurasie.
C'est un des Scolytes les plus répandus et les plus redoutés du point de vue économique en Europe.

## Étymologie et description

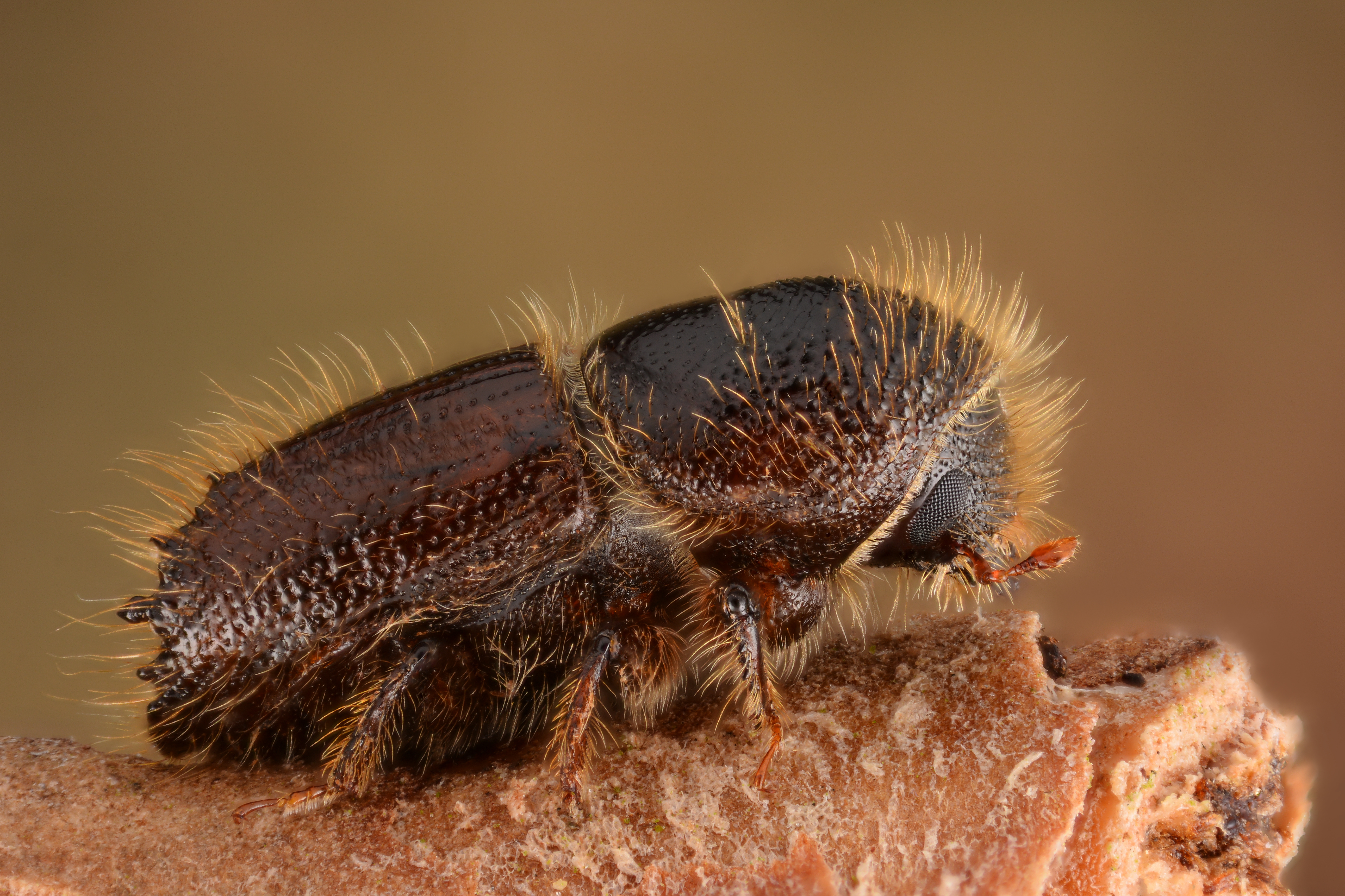
Un bostryche typographe (femelle).

Son nom vient du grec βόστρυχος (bostrukhos), « boucle de cheveux ».
C'est un petit coléoptère ligniforme ravageur des forêts d'épicéas. Il a un corps cylindrique allongé avec des élytres et sa couleur est brun rouge. 
L'adulte, de couleur brun foncé, mesure environ 5 mm de long. 
Il pond dans l'écorce et ne laisse donc aucune trace de galerie dans le bois. Il appartient aux quelques espèces de scolytes qui tendent à pulluler si les conditions leur sont favorables.

## Biologie

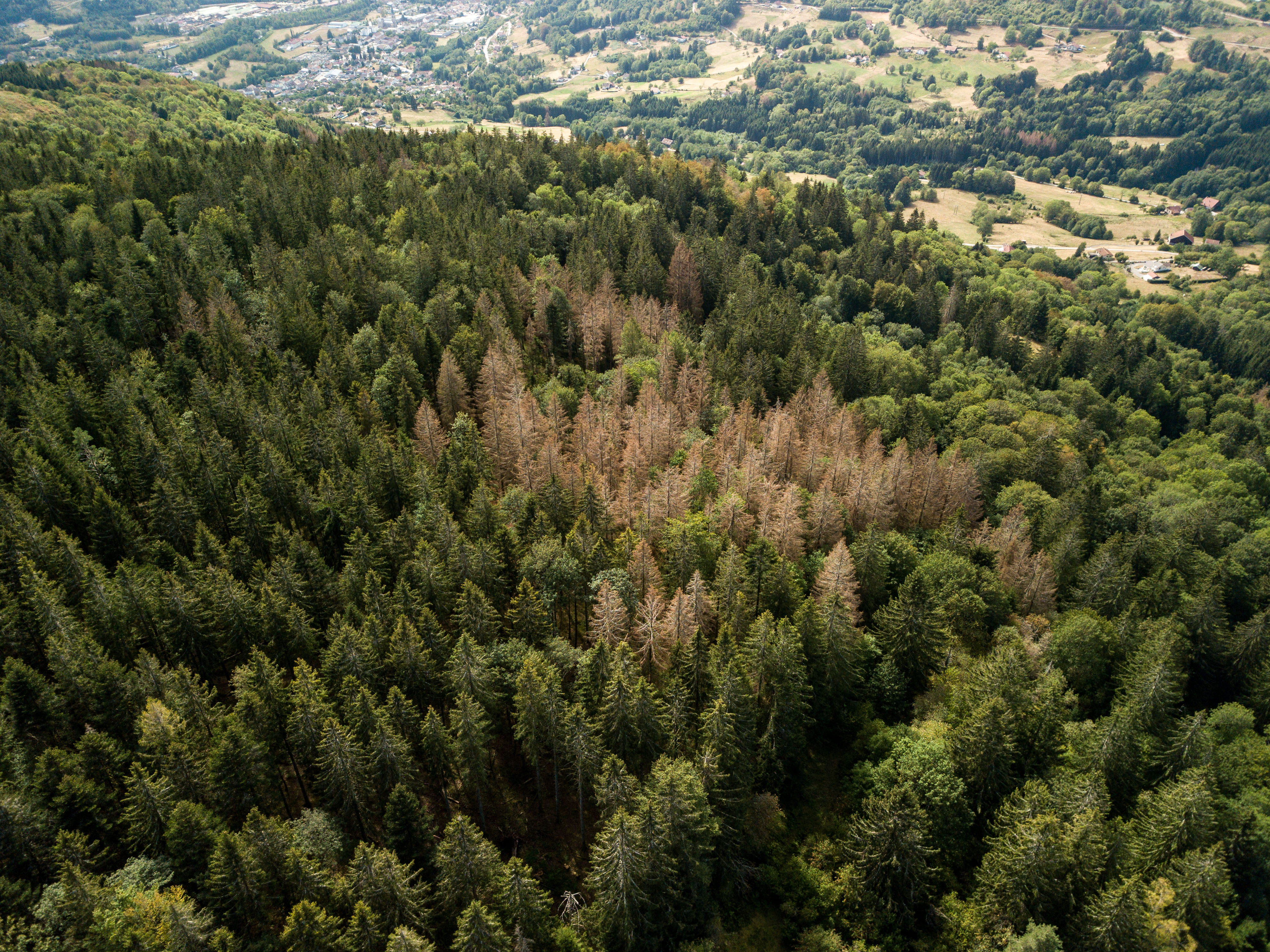
Forêt d'épicéas scolytés (au centre) dans les Vosges.

Le bostryche typographe colonise les forêts d'altitude des Alpes du Jura et des Vosges,. Le typographe n'attaque que les épicéas, ou presque. Il colonise généralement les arbres malades, stressés ou récemment abattus. On parle alors d'épicéas attractifs ou d'épicéas propices à la ponte (ou simplement arbres de ponte). Les mâles partent en pionniers à la recherche de tels arbres. Ils sont attirés par des substances odorantes émanant des tissus corticaux de ces arbres (kairomones) et par les substances attractives sécrétées par leurs congénères (phéromones). Après avoir foré un couloir de pénétration et s'être accouplés, ils forment une nouvelle génération.

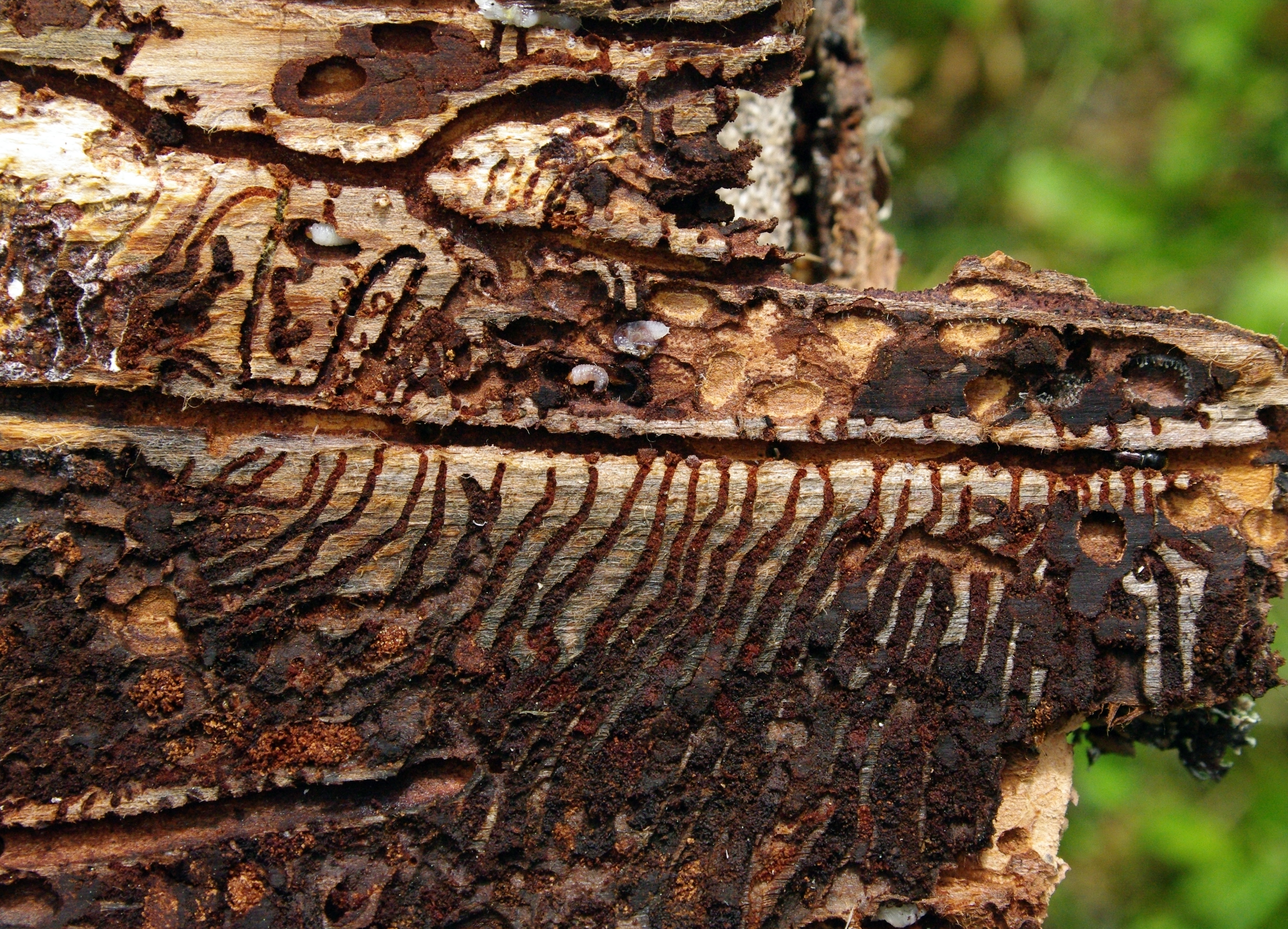
Les larves creusent des galeries dont les motifs évoquent des lettres typographiques, d'où l'épithète spécifique donné à cet insecte.

Un épicéa sain peut empêcher l'intrusion des scolytes en sécrétant de la résine collante. Mais si les populations sont denses, les scolytes peuvent apparemment coloniser des arbres sains ou momentanément affaiblis. Les intenses activités de forage des larves et jeunes insectes se trouvant sous l'écorce interrompt le flux de la sève à l'intérieur de l'écorce, provoquant ainsi la mort de l'arbre infesté.
Depuis la fin du XXe siècle, les conditions ont été propices au développement du bostryche dans les Alpes : la tempête Lothar en 1999 a affaibli les forêts, puis on a connu des conditions climatiques avec des hautes températures qui lui étaient favorables. Dès 16 °C, l'insecte essaime vers de nouveaux lieux de ponte et colonise d'autres arbres. On peut recenser entre 60 000 et 80 000 bostryches et larves par arbre infecté.
Lieux de ponte les plus prisés
- les épicéas qui viennent d'être renversés ou cassés par le vent ou une avalanche ;
- les épicéas physiologiquement affaiblis par la tempête ou la sécheresse ;
- les épicéas affaiblis par des facteurs biotiques (maladies, autres insectes, activités humaines) ;
- les épicéas entre 70 et 150 ans.

Après une année, voire deux ou trois ans au plus tard, l'écorce des arbres renversés par le vent est généralement trop sèche pour être colonisée par le typographe.

## Méthodes de lutte
Il n'existe actuellement aucune parade chimique, les équipes de forestiers doivent abattre, écorcer sur place et évacuer rapidement les bois atteints à plus de 2 kilomètres. Il est possible aussi de poser des pièges à phéromones qui permettent de capturer 2 % des insectes de l'arbre.
La densité des populations de scolytes est régulée sous l'effet de différents facteurs naturels qui en limitent le développement. Ces facteurs sont principalement les conditions climatiques, l'offre en matériel de ponte, la résistance des arbres-hôtes et les ennemis naturels tels que divers insectes prédateurs ou parasites, ou encore les pics, en particulier le pic tridactyle.
Dans la réserve naturelle de la forêt de Bohême, en Allemagne, aucune des régulations naturelles ou humaines citées n'a enrayé la propagation de cet insecte. Il a donc été décidé de laisser faire sans combler les destructions, ce qui a entraîné la disparition complète de la forêt d'épicéas plantée par l'homme au XIXe siècle. L'organisme gestionnaire de la forêt compte sur une repousse naturelle de la forêt (qui a commencé en 2004), avec un peuplement naturel plus hétérogène : hêtres en plus des épicéas, et sous-bois varié (dont sorbier), c'est-à-dire la forêt naturelle de moyenne montagne à ces latitudes, peuplement naturel qui devrait limiter la propagation de l'insecte à l'avenir. À court terme, il aura disparu avec son arbre hôte.

## Hôtes
Les principaux arbres-hôtes d’Ips typographus en Eurasie sont les épicéas, Picea spp. (Picea abies en Europe et d'autres espèces en Asie, par exemple Picea orientalis et Picea jezoensis). L'insecte est commun dans l'aire de répartition de ses arbres-hôtes.
Des attaques de cet insecte ont cependant été observées sur d'autres conifères, tels que les sapins (Abies spp.), les pins (Pinus spp.) et les mélèzes (Larix spp.).

## Répartition

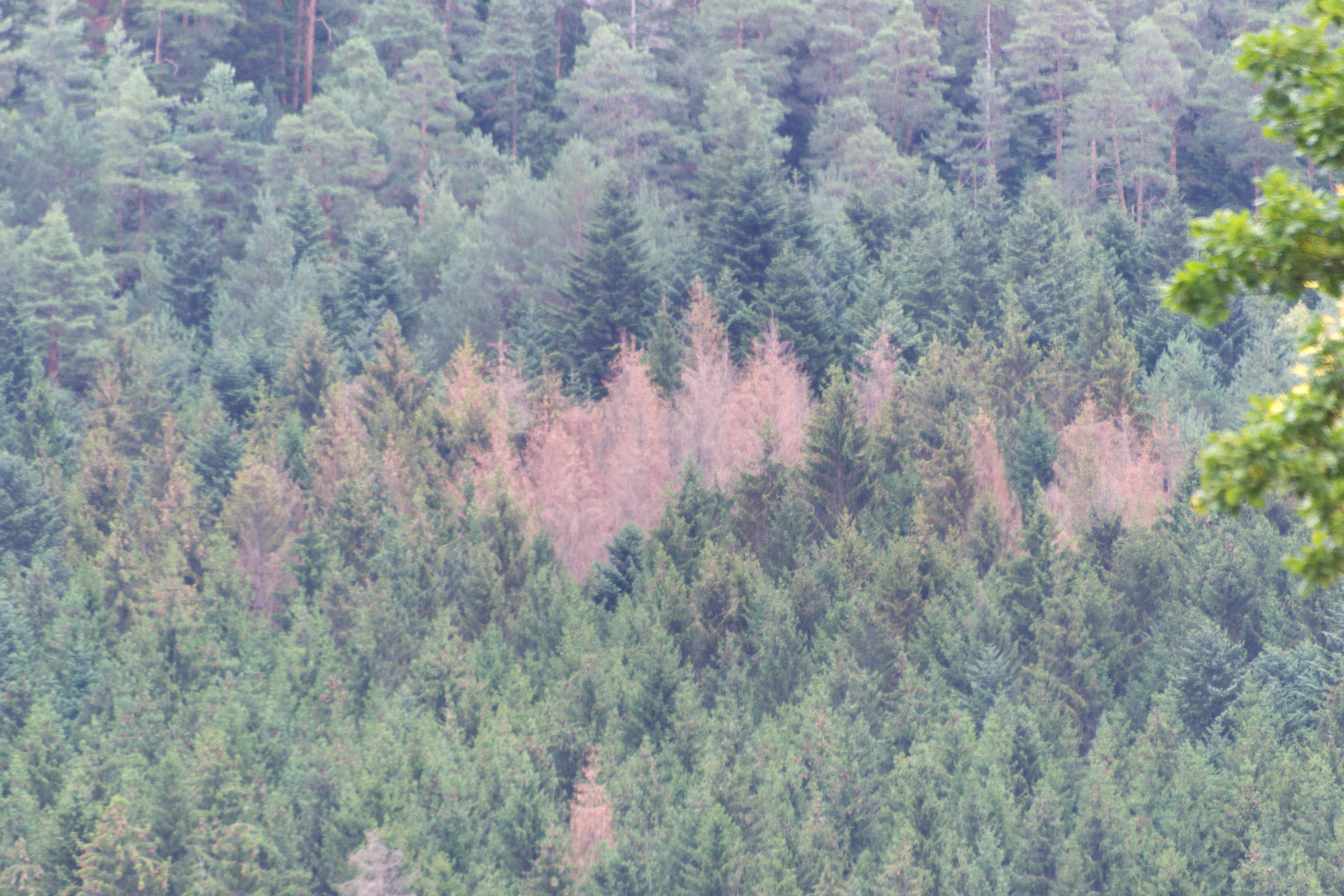
Aspect de tache brune typique d’une pullulation de bostryches dans une pessière.

L'aire de répartition d’Ips typographus s'étend  en Eurasie, aussi bien en plaine qu'en montagne jusqu'à la limite des arbres.
On rencontre cette espèce dans toute l'Europe, à l'exception des îles britanniques, et dans le nord de l'Asie : Russie, Sibérie, Extrême-Orient russe, Japon, Corée et Chine (provinces de Heilongjiang, Jilin, Qinghai, Sichuan et Xinjiang).
L'insecte a été intercepté à plusieurs reprises dans les ports américains mais n'a pas pu s'établir en Amérique du Nord.
Il a également été piégé dans le port de Montréal en 1996, mais l'espèce est officiellement considérée comme absente du Canada.
L'espèce est classée comme organisme de quarantaine par l'OIRSA, organisation régionale de la protection des végétaux pour le Mexique et l'Amérique centrale, mais pas par l'OEPP (organisation européenne et méditerranéenne pour la protection des plantes).
En effet, l'espèce est commune en Europe sauf dans les îles britanniques où l'épicéa (Picea abies) n'est pas indigène mais a été largement planté, ainsi que d'autres espèces du genre Picea. Toutefois, le risque d'établissement de l'insecte dans les îles britanniques est considéré comme faible.